# Pseudostenophylax himalayanus
Pseudostenophylax himalayanus là một loài Trichoptera thuộc họ Limnephilidae. Chúng phân bố ở miền Ấn Độ - Mã Lai.